# Le Château des animaux
Le Château des animaux est une série de bande dessinée franco-belge fantastique et animalière scénarisée par Xavier Dorison et dessinée par Félix Delep, publiée par Casterman avec trois volumes sortis entre 2018 et 2022 sur quatre tomes prévus au total.
La série, si elle s'inspire librement du roman La Ferme des animaux de George Orwell paru en 1945, prend particulièrement appui sur les mouvements des révolutions non-violentes historiques, notamment la révolution indienne menée par Gandhi et la révolution serbe.

## Synopsis
Quelque part en France durant l'entre-deux-guerres, au plus profond d'une forêt, se trouve une ferme reconvertie en château. Abandonné des hommes, ce dernier est désormais dirigé par les animaux. Ces derniers, loin d'être libres tels qu'ils se l'étaient imaginé, travaillent dur jour et nuit d'arrache pied sous le commandement du président autoproclamé Silvio, un énorme taureau, secondé par sa milice de chiens qui n'hésite pas à instaurer la peur afin de maintenir les animaux sous leur contrôle. Dans ce climat lourd et menaçant, Miss Bengalore, une chatte, essaie du mieux qu'elle peut d'élever et de protéger ses deux chatons mais peine à garder la tête haute. Jusqu'au jour où apparait Azélar Vieux-gris, un rat saltimbanque, porteur de sagesse, qui, dans sa générosité, va alors insuffler de l'espoir à Miss B qui va alors, en compagnie d'un lapin charmeur nommé César, monter petit à petit un mouvement de résistance contre Silvio. Avec cependant un point d'honneur : celui d'une révolte sans violence, par la désobéissance.

## Personnages

### Personnages principaux
Miss Bengalore/Miss B
Une chatte blanche, le seul chat adulte de la ferme et protagoniste de l'histoire. Elle est affectée au chantier en remplacement de son défunt mari, et à donc beaucoup de mal à voir ses deux chatons, qu'elle nourrit du mieux qu'elle peut. Elle sait faire preuve de grande détermination et de courage, bien qu'elle soit assez timide et avoue elle-même ne pas savoir mentir. Elle peut aussi se montrer soudainement agressive et menaçante lorsque ses chatons sont impliqués. À la suite de sa rencontre et des conseils du vieux rat Azélar, elle décide de mener une résistance contre la milice des chiens et le président, mais une résistance non violente et basée sur l'humour.
Pour l'anecdote, Félix Delept voulait la faire tigré à la base, mais c'est Dorison qui l'a incité à la faire blanche, afin de montrer sa pureté mais aussi pour que les épreuves qu'elle traverse s'imprègne sur son pelage.
César
Un lapin, prostitué, officiant comme séducteur et conseiller amoureux auprès des dames. Son boulot fait qu'il est l'un des seuls du château à ne pas travailler dans les champs ou sur le chantier, lui donnant une assez mauvaise réputation auprès des autres animaux. Il devient un fidèle ami de Miss B et l'aidera activement dans sa révolte contre le président Silvio. Il fera également office de nouvelle nounou pour les deux chatons de Miss B.
Azélar Vieux-gris
Un vieux rat saltimbanque bon bougre et plein de sagesse qui entraîne Miss B à se révolter contre Silvio, à la suite de son spectacle joué au château, qui raconte l'histoire de Gandhi. Il reste logé et alité dans un grenier du château et Miss B vient le nourrir régulièrement.

### Personnages antagonistes
Le président Silvio
Un taureau immense et menaçant, il dirige la ferme pour ses propres intérêts personnels. Très bon manipulateur et orateur, il installe son pouvoir avec de grands et éloquents discours à vision darwinienne, où il répète et impose aux animaux qu'il est le plus fort d'entre tous, ce qui le rendrait apte à diriger le château. Il a également créé un hymne à son image, que les animaux doivent toujours chanter lors de ses rares apparitions publiques. Enfin, il évoque la menace de loups pour insuffler la peur à ses sujets et se rendre indispensable pour la protection.
Azov
Un chien labrador de couleur orange, dit N°1, le chef de la milice du château. Il a un caractère borné aux méthodes expéditives, qui se résument souvent à coller ceux qui désobéissent au "poteau de justice" (sorte de peloton d'exécution). C'est également le dirigeant du chantier sur lequel travaille Miss B, avec qui il partage une relation compliqué. Il meurt à la fin du tome 2, sacrifié par Silvio pour calmer la colère de ses sujets.
Boris
Un chien labrador de couleur gris foncé, dit N°2, second en chef de la milice du château. Opposé total d'Azov, il est plus réfléchi et stratégique. Il convoite la place d'Azov. Contrairement à Silvio et Azov, il montre des signes de regrets concernant leurs actions sur les autres animaux, mais semble convaincu que tout cela est dans l'intérêt de la république du château, qu'il veut défendre à tout prix. On apprend dans le tome 2 qu'il a une femme et deux chiots, qui idolâtrent leur père.
Jacquemin
Un coq, le gérant du grenier central et également le messager de Silvio, et s'occupe également de la propagande du président. Il possède un caractère lâche et opportuniste. Son nom n'est donné pour l'instant que dans les gazettes du château.
L'épicier
Seul humain visible de la série, dont le visage n'est jamais montré, il effectue à chaque saison un "Troc-échange" avec le président Silvio : il achète les produits de la ferme et également les cadavres des animaux exécutés par la milice. En échange, il fournit Silvio en champagne pour lequel le taureau a un goût immodéré et des croquettes pour les chiens. Seul Azov et Boris, aux dernières nouvelles, sont au courant de la réalité du marché entre les deux individus (Azélar a bien surpris leur échange mais il ne diffuse ces informations qu'au compte goutte, sachant bien que la colère qui s'ensuivrait ferait échouer sa révolution non violente).

### Personnages secondaires
Marguerite
Une vieille oie blanche amie de Miss B et baby-sitter de ses enfants. Possédant un fort caractère mais un sens aigu de la justice, elle meurt au début de l'histoire à la suite de la révolte qu'elle a elle-même provoquée. Elle devient un symbole et une martyre pour la résistance; Miss B et César peignant sur les murs du châteaux la fleur qui porte son nom.
Théa et Cléa
Les deux chatons femelles de Miss B qu'elle essaie d'élever du mieux qu'elle peut. Ils sont pris en charge par César après la mort de Marguerite, qu'ils semblaient beaucoup aimer. Cléa soutient sa mère dans son combat mais Théa est contre.
Mr Ruck
Un canard, collègue et ami de Miss B sur le chantier.
Mr Gorn (Mr Quint dans le tome 1)
Un bouc possédant une longue barbe blanche, mari de Bernadette, sa chèvre. Etant le senior de la ferme, il fait partie des premiers animaux rejoignant Miss B dans la révolte contre Silvio, mais a du mal à accepter les méthodes non violentes de sa chef. Sa femme meurt dans le tome 2, rendant Mr Gorn déstabilisé et en colère contre Azov et Silvio.
Benji
Un âne, mais le seul de la ferme, il est donc le seul à pouvoir accomplir les taches les plus rudes. Il est cependant assez timide et impressionnable, et ne rejoindra que tardivement la lutte contre Silvio, mais pas sans une certaine détermination.
Bella
Une vache, la compagne de nuit de Silvio, qui n'a en tête que son apparence et le confort que lui procure sa position. C'est pour elle que le taureau ordonne de construire une nouvelle tour. Elle fait cependant preuve d'intelligence face à la révolte des animaux et divulguera des idées à Silvio pour la calmer.
Les cochons
Actuellement pages de Silvio, ils ont été autrefois les maîtres du château avant d'être détrônés. Ils ne sont guère aimés des autres animaux.
Le Président Nelson
Apparu dans un flash-back dans le tome 3, il était le prédécesseur de Silvio. C'était un chien brutal coiffé d'un chapeau de Napoléon qui exploitait sans vergogne les autres animaux. Parmi ses victimes, se trouvait la mère de Silvio, ce qui a probablement motivé la vengeance du taureau et a conduit à la situation politique actuelle au château.

## Genèse de l'œuvre

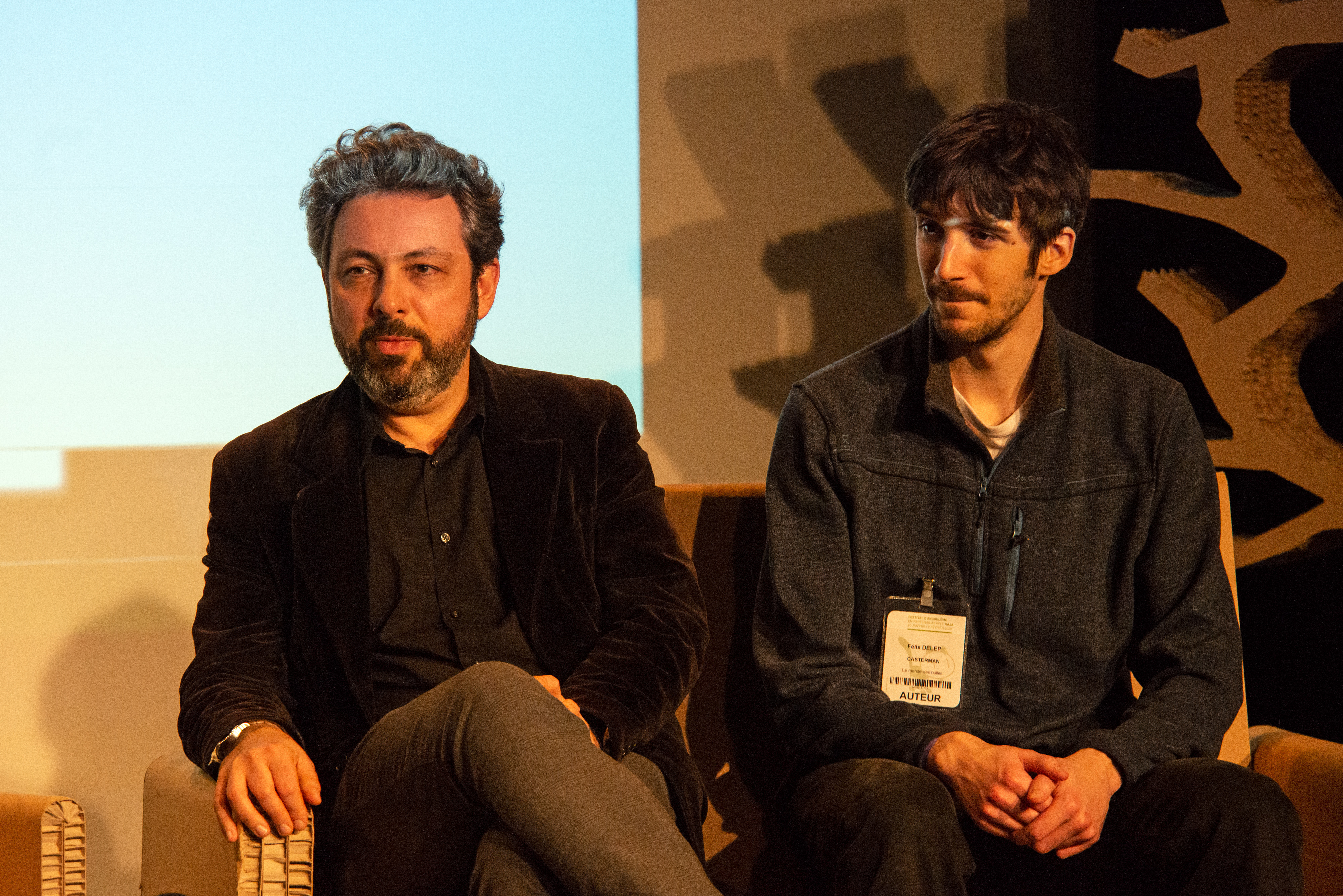
Les auteurs de la série : Xavier Dorison à gauche, Félix Delep à droite.

L'idée de départ de la série naît d'une frustration d'enfance du scénariste, Xavier Dorison, à la lecture du roman La Ferme des animaux (1945) de George Orwell, qui aboutissait à un échec : « depuis longtemps, je cherche à raconter une autre révolution, qui celle-là se termine bien. Avec les années, j'ai découvert dans l'histoire des révolutions non-violentes qui ont plus ou moins bien tourné [...] même si cela n'a pas été sans souffrance ». S'inspirant notamment de la révolution indienne menée par Gandhi, ainsi que de Lech Walesa, Nelson Mandela ou Martin Luther King, Dorison trouve finalement l'axe et la trame de l'histoire à la suite de la lecture de l'essai Comment faire tomber un dictateur quand on est seul, tout petit, et sans armes de l'auteur serbe Srdja Popovic.
Le dessinateur, Félix Delep, est mis en relation avec Dorison par l'intermédiaire de Martin Zeller, éditeur chez Casterman, qui avait repéré le jeune dessinateur à travers un court récit animalier paru dans Le Journal de Spirou à la demande de Lewis Trondheim. Matthieu Bonhomme, avec qui il partage son atelier, l'aide durant la réalisation du storyboard du premier tome, Miss Bengalore, dont le dessin prend deux ans et constitue le premier album publié de Delep,,,.
La parution du premier tome en septembre 2018 est précédée de trois fascicules de format tabloïd intitulés La Gazette du château et présentant les différentes parties de l'album, au tirage limité à 10 000 exemplaires,. Trois nouvelles gazettes sont publiées avant la parution du deuxième tome, Les Marguerites de l'hiver, en novembre 2020.
Après la découverte des œuvres de Naoki Urasawa, Delep prévoit de réaliser le troisième tome, prévu pour 2022, au dessin traditionnel, travaillant jusque là sur palette graphique. Intitulé La Nuit des justes, il sort le 16 novembre 2022, précédé de quatre numéros de La Gazette du château.
La série devrait compter quatre tomes au total,.

## Thématiques et influences
Le Château des animaux est une bande dessinée animalière qui met en scène des animaux anthropomorphiques, et se déroule en France, dans l'entre-deux-guerres.
Si plusieurs éléments de la série, dont le titre et le thème, évoquent le roman La Ferme des animaux de George Orwell paru en 1945,,, le scénariste, Xavier Dorison, souligne toutefois prendre ses distances avec l'œuvre : « ce n'est ni le même endroit, ni les mêmes animaux, ni les mêmes personnages, ce roman est une source d'inspiration. Simplement, dans le genre du conte politique, La Ferme des animaux est probablement le récit majeur ». Selon lui, Orwell avait bel et bien vu juste dans sa conception du sujet, mais il n'avait cependant pas tout vu dans son intégralité.
Pour Charles-Louis Detournay d'ActuaBD, le scénariste « pousse la métaphore de La Ferme des animaux à un niveau plus universel, la fable pouvant s'appliquer à bien des régimes politiques de tous bords. De plus, il prolonge la réflexion en intégrant des éléments de solutions qui n'étaient pas présents dans le roman-source ». L'auteur s'est en effet inspiré de plusieurs révolutions historiques, telles que le mouvement pour l'indépendance de l'Inde ou la révolution serbe et cherche davantage à proposer « une approche de la désobéissance civile et de la non-violence pour résoudre des injustices et sortir d'une dictature, ce que je trouve plus intéressant que de montrer comment ce type de régime totalitaire se met en place, un processus malheureusement connu et classique »,.

« J'ai toujours cru qu'on règlerait plus de problèmes en essayant de parler, de discuter et en faisant preuve d'un minimum de non-violence que par l'affrontement. Ça se confirme dans plusieurs révolutions en Europe ou au Maghreb. Mais là où je ne dévoile pas la fin, c'est que pour arriver à un résultat globalement heureux, les sacrifices sont énormes. »

Félix Delep se retrouve également dans cette histoire de révolte pacifique « parce qu'elle n'est pas naïve, il ne s’agit pas d'un sitting et puis tout va bien. La lutte est non-violente mais elle doit faire face à la violence qu'elle génère ».
Le personnage du rat Azélar est une référence assumée à Gandhi tandis que, pour désamorcer le risque de « lyrisme » ou « d'empathie », le personnage du lapin gigolo César, inspiré de Fabien Nury, ami de Xavier Dorison, constitue une sorte de « garde fou » contre « toute forme de grandiloquence » de la part du scénariste.

## Albums
- 1. Miss Bengalore, Casterman,  (ISBN 978-2-203-14888-8), 18 septembre 2018
Scénario : Xavier Dorison - Dessin : Félix Delep - Couleurs : Jessica Bodard
- 2. Les Marguerites de l'hiver, Casterman,  (ISBN 978-2-203-17250-0), 4 novembre 2020
Scénario : Xavier Dorison - Dessin et couleurs : Félix Delep
- 3. La Nuit des justes, Casterman,  (ISBN 978-2-203-22295-3), 16 novembre 2022
Scénario : Xavier Dorison - Dessin et couleurs : Félix Delep
- 4. Le Sang du roi, Casterman, à paraître
Scénario : Xavier Dorison - Dessin et couleurs : Félix Delep

### Éditions luxe
- 1. Miss Bengalore, Casterman,  (ISBN 978-2-203-19889-0), 18 septembre 2018
Scénario : Xavier Dorison - Dessin : Félix Delep - Couleurs : Jessica Bodard
- 2. Les Marguerites de l'hiver, Casterman,  (ISBN 978-2-203-20436-2), 4 novembre 2020
Scénario : Xavier Dorison - Dessin et couleurs : Félix Delep
- Intégrale des tomes 1 et 2 en noir et blanc, Casterman,  (ISBN 978-2-203-22481-0), 17 novembre 2021
Scénario : Xavier Dorison - Dessin : Félix Delep
- 3. La Nuit des justes, Casterman,  (ISBN 978-2-203-22296-0), 16 novembre 2022
Scénario : Xavier Dorison - Dessin et couleurs : Félix Delep[10]

### Prépublication
- 1. La Gazette du château, Casterman,  (ISBN 978-2-203-15844-3), 25 avril 2018
Scénario : Xavier Dorison - Dessin : Félix Delep - Couleurs : Félix Delep et Jessica Bodard
- 2. La Gazette du château, Casterman,  (ISBN 978-2-203-15848-1), 23 janvier 2019
Scénario : Xavier Dorison - Dessin : Félix Delep - Couleurs : Félix Delep et Jessica Bodard
- 3. La Gazette du château, Casterman,  (ISBN 978-2-203-15849-8), 21 août 2019
Scénario : Xavier Dorison - Dessin : Félix Delep - Couleurs : Félix Delep et Céline Brengou
- 4. La Gazette du château, Casterman,  (ISBN 978-2-203-21005-9), 24 janvier 2020
Scénario : Xavier Dorison - Dessin : Félix Delep - Couleurs : Félix Delep et Céline Brengou
- 5. La Gazette du château, Casterman,  (ISBN 978-2-203-21006-6), 8 juillet 2020
Scénario : Xavier Dorison - Dessin : Félix Delep - Couleurs : Félix Delep et Céline Brengou
- 6. La Gazette du château, Casterman,  (ISBN 978-2-203-21188-9), 14 octobre 2020
Scénario : Xavier Dorison - Dessin : Félix Delep - Couleurs : Félix Delep et Céline Brengou
- 7. La Gazette du château, Casterman,  (ISBN 978-2-203-22292-2), 9 février 2022
Scénario : Xavier Dorison - Dessin et couleurs : Félix Delep
- 8. La Gazette du château, Casterman,  (ISBN 978-2-203-22294-6), 11 mai 2022
Scénario : Xavier Dorison - Dessin et couleurs : Félix Delep
- 9. La Gazette du château, Casterman,  (ISBN 978-2-203-22293-9), 24 août 2022
Scénario : Xavier Dorison - Dessin et couleurs : Félix Delep
- 10. La Gazette du château, Casterman,  (ISBN 978-2-203-24167-1), 12 octobre 2022
Scénario : Xavier Dorison - Dessin : Félix Delep - Couleurs : Félix Delep et Julien Leplatre
- 11. La Gazette du château, Casterman,  (ISBN 978-2-203-28194-3), 7 février 2024
Scénario : Xavier Dorison - Dessin : Félix Delep - Couleurs : Félix Delep et Julien Leplatre
- 12. La Gazette du château, Casterman,  (ISBN 978-2-203-28198-1), 3 juillet 2024
Scénario : Xavier Dorison - Dessin : Félix Delep - Couleurs : Félix Delep et Julien Leplatre
- 13. La Gazette du château, Casterman,  (ISBN 978-2-203-28197-4), 29 janvier 2025
Scénario : Xavier Dorison - Dessin : Félix Delep - Couleurs : Félix Delep et Julien Leplatre

## Distinctions
En 2019, Le Château des animaux est l'un des six finalistes du prix de la BD Fnac. Le premier tome remporte également le prix BD Gest'Arts dans la catégorie « premier album ».
En 2020, le premier tome du Château des animaux, Miss Bengalore, est nommé dans la sélection officielle du Festival d'Angoulême 2020 et remporte le prix Tour d'ivoire du festival de bande dessinée « A Tours de bulles » de la ville de Tours. La même année, le tome 2, Les Marguerites de l'hiver, remporte le prix BD Gest'Arts dans les catégories « série européenne » et « couverture ».